# Фолльрат Люббе
Фолльрат Люббе (нім. Vollrath Lübbe; 4 березня 1894, Боддін — 4 квітня 1969, Ганновер) — німецький воєначальник, генерал-лейтенант вермахту. Кавалер Лицарського хреста Залізного хреста.

## Біографія
20 березня 1912 року поступив на службу в Саксонську армію. Учасник Першої світової війни. Після демобілізації армії залишений у рейхсвері. З 1 жовтня 1938 року — командир 13-го кавалерійського стрілецького полку 5-ї танкової дивізії. Учасник Польської, Французької і Балканської кампаній. В 1941 році призначений командиром 2-ї стрілецької бригади. Учасник німецько-радянської війни. З 10 по 28 серпня 1942 року виконував обов'язки командира 2-ї танкової дивізії, з 5 вересня 1942 по 1 лютого 1944 року — командир дивізії, після чого відправлений у резерв фюрера. З 5 квітня по 1 липня 1944 року — командир 81-ї піхотної дивізії, після чого через хворобу знову був відправлений у резерв. З 4 вересня 1944 року — командир 49-ї піхотної дивізії, з 9 жовтня — 462-ї народно-гренадерської дивізії, з кінця грудня — 433-ї піхотної дивізії. В лютому 1945 року взятий у полон радянськими військами. Утримувався в численних таборах. В 1955 році звільнений і повернувся в Німеччину.

## Звання
- Фенрих (20 березня 1912)
- Лейтенант (24 лютого 1914)
- Оберлейтенант (18 серпня 1917)
- Гауптман (1 квітня 1925)
- Майор (1 травня 1934)
- Оберстлейтенант (1 жовтня 1936)
- Оберст (1 червня 1939)
- Генерал-майор (1 жовтня 1942)
- Генерал-лейтенант (30 квітня 1943)

## Нагороди
- Залізний хрест 2-го і 1-го класу
- Орден Альберта (Саксонія), лицарський хрест 2-го класу з мечами
- Орден Церінгенського лева, лицарський хрест 2-го класу з мечами
- Хрест «За військові заслуги» (Мекленбург-Шверін) 2-го і 1-го класу
- Нагрудний знак «За поранення» в чорному
- Почесний хрест ветерана війни з мечами
- Медаль «За вислугу років у Вермахті» 4-го, 3-го, 2-го і 1-го класу (25 років)
- Застібка до Залізного хреста
  - 2-го класу (20 серпня 1940)
  - 1-го класу (7 липня 1941)
- Німецький хрест в золоті (6 березня 1943)
- Лицарський хрест Залізного хреста (17 серпня 1943)